# 奴隷市場 (ジェロームの絵画)
『奴隷市場』(どれいいちば、仏: Le Marché d'esclaves, 英: The Slave Market)は、フランスの画家ジャン＝レオン・ジェロームが1866年に描いた絵画。中東または北アフリカで、男性が裸の女性奴隷の歯を検査する様子を描いている。
この絵画は1866年8月23日にアドルフ・グーピルに購入され、1867年にサロン・ド・パリで展示された。その後、数回にわたって売買された後、1930年にロバート・スターリング・クラークが購入し、1955年からは、クラーク・アート・インスティチュートが所蔵している。
ジェロームの『蛇使い』と同じように、『奴隷市場』は19世紀のオリエンタリズム美術の代表的な作品の一つである。